# Exodus (együttes)
Az Exodus amerikai thrash metal együttes. 1980-ban alakult, alapító tagjai: Kirk Hammett (gitár), Tim Agnello (gitár) és Tom Hunting (dob). Kulcsszerepe volt a 80-as években a kaliforniai Bay Area-thrashmozgalomban, bár soha nem érték el olyan pályatársaik sikereit, mint a Metallica vagy a Megadeth. Ma az alapítók közül már csak Tom Hunting a zenekar tagja, de a biztos pontot Gary Holt gitáros jelenti, aki 1981-ben csatlakozott az együtteshez, valamint ő a zenekar fő dalszerzője, vezetője. Hammett még az első album felvétele előtt a Metallica tagja lett, így az 1985-ben megjelent Bonded by Blood című debütlemezen Rick Hunolt gitározott Gary Holt mellett. A ma már klasszikusnak számító album után Paul Baloff énekest Steve "Zetro" Souza váltotta fel, akivel az együttes 1987-ben adott ki lemezt Pleasures of the Flesh címmel. Ez az album kevésbé lett sikeres, viszont a folytatás, az 1989-ben megjelent Fabulous Disaster ismét kedvező fogadtatásra talált. Az 1990-es éveket két vegyes fogadtatású albummal indították (Impact Is Imminent – 1990, Force of Habit – 1992), majd 1993-ban a grunge térhódítása, valamint a thrash metal népszerűségének csökkenése miatt feloszlatták magukat. 1997-ben újjáalakultak egy koncertlemez erejéig (Another Lesson in Violence), a tényleges visszatérést azonban Paul Baloff halála akadályozta meg. Így a 2004-ben megjelent Tempo of the Damned albumon ismét "Zetro" énekelt.
A 2005-ben kiadott Shovel Headed Kill Machine albumon már Rob Dukes énekelt, valamint Lee Altus gitározott Holt mellett. Dukes énekével három album készült, a 2014-ben kiadott Blood In, Blood Out albumon már ismét Zetro hangja volt hallható. Az együttes fő dalszerzője Gary Holt, aki 2011 óta a Slayer tagja is, így őt az Exodus-koncerteken gyakran Kragen Lum gitáros szokta helyettesíteni. Az együttes az amerikai vonalas, Bay Area-beli thrash metal úttörő zenekara, az olyan pályatársak mellett, mint a Testament, a Death Angel, a Vio-lence, a Forbidden vagy a Laaz Rockit. Világszerte több mint 5 millió albumot adtak el, számtalan későbbi metalegyüttesre gyakoroltak hatást. A zenekar jelenleg egy új stúdióalbumon dolgozik, melynek megjelenése 2019 végére vagy 2020 elejére várható.

## Történet

### A kezdetek (1980–1985)
Az együttest 1979 legvégén, 1980 legelején San Francisco városában alakította meg Tom Hunting dobos, Kirk Hammett gitáros és Tim Agnello gitáros. Ekkoriban még az olyan brit hard rock zenekarok voltak rájuk hatással, mint az UFO, a Thin Lizzy, vagy a Def Leppard. A korai időkben még Tom Hunting énekelt a dobolás mellett, mígnem Keith Stewart személyében állandó énekesre nem lelt a zenekar.
Carlton Melson basszusgitáros 1980-as csatlakozásával lett teljes a felállás, ekkor már nemcsak feldolgozásokat játszottak, de saját dalokat is elkezdtek írni.
Egy gimnáziumban tartott koncerten látta meg őket Gary Holt, aki hamarosan Kirk Hammett technikusa lett. Holt maga is elkezdett gitározni, rövid időn belül átvette a távozó Agnello helyét. Agnello New Yorkba költözött, ahol menedzserként, dalszerzőként folytatta pályafutását. 1981-ben Melson is távozott, az új basszusgitáros Geoff Andrews lett. Pár hónappal később Stewart hagyta el a zenekart, helyére az orosz származású Paul Baloff került. Baloff egy North Berkeley-beli házibulin találkozott az Exodus akkori gitárosával Kirk Hammett-tel. Hammett először Baloff Iron Maiden-jelvényére figyelt fel, majd beszélgetésük során kiderült, hogy Baloff nemcsak heavy metal rajongó, de szívesen énekelne is egy zenekarban.
Mire Baloff a zenekar énekese lett, az Exodus már egyre keményebb zenét játszott, nagyrészt a New Wave of British Heavy Metal hullám hatására. Kedvenceik közé tartoztak az Iron Maiden és a Judas Priest mellett az olyan zenekarok is, mint a Diamond Head, a Raven, az Angel Witch vagy a Venom. Zenei ízlésüket nagymértékben befolyásolta a San Franciscó-i Egyetem KUSF nevű rádiójának késő éjjelente sugárzott műsora, melyben a két műsorvezető Ron Quintana és Ian Kallen igyekezett bemutatni, a legfrissebb metalzenéket. A Quintana által szerkesztett helyi újság a MetalMania is nagymértékben hozzájárult a San Franciscó-i színtér kialakulásához.
1982-ben készítették el első hanganyagukat egy háromszámos demó formájában, nagyrészt zenei példaképeik nyomvonalán haladó muzsikával. A kazettán a Whipping Queen, a Death and Domination és a Warlord című dalok voltak hallhatóak. Ez az együttes egyetlen olyan felvétele, melyen Kirk Hammett gitározása hallható. 1982 novemberében a Metallica előzenekaraként játszottak a San Franciscó-i Old Waldorf nevű klubban. Az ekkoriban még Los Angelesben székelő Metallica gyors és minden korábbinál vadabb zenéje hatására döntött úgy az Exodus, hogy ők is egy keményebb hangzásvilág felé veszik az irányt. Hammett elmondása szerint a „A Metallica felbukkanása előtt, olyanok hatottak ránk, mint a Venom, a Raven, a Discharge, de az Overkill korai felvételei is felpörgettek minket, mert őrült gyorsnak tűntek a tempóik. Tomnak állandóan mondogattuk is, hogy még gyorsabban kéne dobolnia, de különösen a bőgős Jeffnek ment nehezére a villámgyors játék.”
1982 végére a kazettacserélgető közösségben gyorsan terjedt a hírük, erőszakos koncertjeik csak tovább növelték népszerűségüket. Az év végére a Metallica mellett az Exodus számított a legnagyobb helyi csapatnak.
1983 áprilisában Kirk Hammett ajánlatot kapott a Metallicától, ennek eleget téve el is hagyta a zenekart. Andrews is távozott, helyére Rob McKillop érkezett. Andrews ezt követően a death metal úttörő Possessed egy korai inkarnációjában bukkant fel. Hammett pótlására több jelentkezőt is meghallgattak, Mike Maung majd Evan McCaskey is megfordult a zenekarban. McCaskey a Blind Illusion thrash metal zenekarban is megfordult. Végül Rick Hunolt lett az ekkoriban már Gary Holt irányítása alatt álló zenekar másik gitárosa. Csatlakozásával létrejött a később legendássá váló Holt–Hunolt-gitárduó, azaz a „H-Team”.
Egy soha be nem fejezett, 40 perces instrumentális demó (Turk Street demo) után jelent meg a hivatalos második demó, amelyen öt dal volt hallható (Exodus, And Then There Were None, Bonded by Blood, A Lesson In Violence, Strike Of The Beast). Elődjéhez hasonlóan ez az anyag is széles körben elterjedt, az együttes hírneve akkora volt, hogy Gary Holt elmondása szerint, akár Európában is turnézhattak volna, annak ellenére, hogy lemezük még nem volt. Holt visszaemlékezése szerint „A jelszó a totális pusztítás volt, főleg az Exodus-bulikon. Mindenki tudta, hogy a mi koncertjeink a legerőszakosabbak az egész világon. A korai időszakban egyszer játszott utánunk az Anthrax még Neil Turbinnel, és kifütyülték őket, de valami iszonyat durván.”
Hírnevüket jól példázza, hogy az ekkoriban már egy lemezzel rendelkező Slayer az Exodus előzenekaraként volt kénytelen fellépni San Franciscóban.Tom Araya elmondása szerint „Talán három közös bulit nyomtunk velük, és úgy mentünk utána haza, hogy ennél az energiaszintnél mi sem adhatjuk alább.”
Sam Kress a Whiplash nevű helyi magazin szerkesztője szerződtette őket újonnan induló Torrid Records nevű New York-i kiadójához. A debütáló album felvételei 1984 júliusában kezdődtek egy San Franciscótól körülbelül kétórányira lévő farmon. A Mark Whitaker producerkedésével rögzített album 1984 nyarának végére teljes egészében elkészült, azonban a megjelenés csaknem egy évet csúszott. A kiadó anyagi gondokkal küzdött, valamint az összenőtt sziámi ikreket ábrázoló borító is felháborodást váltott ki, csakúgy mint a lemez címe, amely eredetileg az A Lesson In Violence lett volna. Végül a borító maradt, a cím azonban Bonded by Blood lett, utalva arra a korábbi zenekari rituáléra mely során Holt, Hammett, Hunting és Baloff megvágta a tenyerét, így fejezve ki elhivatottságát a heavy metal iránt.

### Bonded by Blood, Pleasures of the Flesh (1985–1988)
Végül 1985. április 25-én  jelent meg debütáló albumuk Bonded by Blood címmel. Az albumot általában a legerősebb thrash metal debütálásként tartják számon, mely nemcsak az együttes, de egyben a műfaj definitív alkotása is egyben. Az 1980-as évek egyik legintenzívebb metalanyagaként is számontartott album, nemcsak a kritikusok és a rajongók, de Gary Holt elmondása szerint is az együttes legkiemelkedőbb alkotása. Eduardo Rivadavia az AllMusic kritikusa később úgy nyilatkozott az albumról, „hogy ha nem csúszott volna a megjelenése, akkor most a Metallica-féle Kill ’Em All mellett a thrash metal hullám elindítójaként emlékeznénk rá.”
Az anyag megjelenése után részt vettek a Combat Tour: The Ultimate Revenge névre keresztelt koncertsorozaton, ahol a Venom és a Slayer voltak a partnereik. A koncertkörút április 5-én megtartott New York-i előadását, ahol a Studio 54-ben léptek fel videókazettán is kiadták. A Combat Records látva a zenekar népszerűségét, 1986-ban újra piacra dobta a lemezt, az együttes pedig olyan előadókkal lépett fel, mint az Exciter, a Megadeth, az Anthrax, a Possessed, a D.R.I., a Nuclear Assault vagy a Hirax.
A turné lecsengése után megváltak Paul Baloff énekestől, akinek túlzásba vitt alkoholfogyasztása rányomta bélyegét a színpadi produkciójára is. Ekkoriban a zenekar próbatermében lakott, a dalszövegek nagy részét pedig nehezére esett megtanulni. Baloff karakteres kiállása, féktelen színpadi előadása és hangja nagymértékben meghatározta az együttesről kialakított képet, így távozásának híre csalódást okozott a rajongóknak. A Gary Holt – Rick Hunolt – Tom Hunting – Rob McKillop -felállású zenekar, így kénytelen volt új énekes után nézni. Végül az a Steve "Zetro" Souza állt a mikrofon mögé, aki a Testament elődjének tekinthető Legacy zenekarban énekelt korábban. Ekkoriban már javában folytak a második album munkálatai, így több dalban is szerzőként szerepel a korábbi énekes Paul Baloff. Ő később egy Piranha nevű együttesben énekelt, de lemezt nem készítettek.
A második Exodus-album megírása és rögzítése csaknem két évet vett igénybe. A produceri munkálatokban a zenekar aktívabban vett részt, mint korábban így producerként maga a zenekar is fel van tüntetve. Az album Pleasures of the Flesh címmel 1987. október 7-én jelent meg, borítóján a zenekari tagokkal, akik egy bárpult mögött láthatóak emberi koponyák társaságában. Az eredeti borítón kannibálokként lettek volna ábrázolva a zenészek, amint éppen egy áldozatukat fogyasztják el, a kiadó azonban túlzásnak érezte az ötletet. A dalok mondanivalója a debütáláshoz hasonlóan továbbra is az erőszak és a halál témakörét járják körbe, de a Deranged című dal képében megemlékeztek arról a hajléktalan pszichopatáról is, aki a lemezkészítés idején állandóan a stúdió környékén tartózkodott, mígnem egy autóbusz el nem gázolta.
Az album fogadtatása messze nem volt olyan pozitív, mint a debütáló lemezé. A Zetro becenévre hallgató énekes egy későbbi nyilatkozata szerint, a kettes album hűvösebb fogadtatása nagyrészt az ő személye ellen szólt, csak részben az album anyaga ellen. Emlékei szerint „elég komoly örökséget kellett a nyakamba vennem. Néhány évig a rajongók nem is fogadtak el. Paul annyira karizmatikus egyéniség volt, hogy marha nehéz dolgom volt, ráadásul egyben ő volt a megtestesült metalhead is. A rajongók épp ezért a harmadik lemez turnéjának kezdetéig nem is fogadtak el, akkor viszont valamiért egy csapásra az ő szemükben is én lettem az Exodus énekese.” Holt szerint a sikertelenséghez az is hozzájárult, hogy egyes dalok változást hoztak a korábbi irányhoz képest. Elmondása szerint „az eredmény egy igen progresszív anyag lett, ellentétben az elsővel, amely felért egy alapos gyomorszájon vágással.”
A 7 perc feletti Pleasures of the Flesh vagy a Chemi-Kill egy összetettebb, komplexebb Exodust mutatott, szemben az előző lemez direktebb dalaival.
A kritikusok is nagyrészt negatívan írtak az albumról, később az Allmusic kritikájában két pontot kapott az ötből, a cikk szerzője pedig kiábrándítónak nevezte. Több kritika kiemelte a Holt–Hunolt-páros magas színvonalú játékát, hozzátéve, hogy a Bonded by Blood után bölcs döntés volt újabb zenei irányok felé is kitekinteni.
Az album megítélése az idő múlásával javult, az új énekest is egyre inkább kezdte elfogadni a közönség. Ebben nagy szerepe volt az albumot népszerűsítő turnénak, mely egy négyhetes amerikai körrel vette kezdetét az Anthrax és a Celtic Frost zenekarokkal. 1988 januárjában és februárjában az M.O.D. társaságában játszottak, majd Európa következett a Laaz Rockit és a Testament társaságában. Az előadások iránt nagy volt az igény, így az Exodus albuma felkerült a Billboard 200-as listájának a 82. helyére.

### Fabulous Disaster, Impact Is Imminent (1989–1991)
1988 szeptemberében és októberben rögzítették a harmadik nagylemez anyagát, elődjéhez hasonlóan a San Franciscóban található Alpha-Omega stúdióban. A producer Marc Senesac mellett Rick Hunolt és Gary Holt volt, az album pedig 1989. január 30-án  Fabulous Disaster címmel jelent meg.
A Relativity, a Combat Records és a Music For Nations kiadásában megjelenő anyagot Japánban a Sony jelentette meg. Az albumot mind a kritikusok, mind a rajongók lelkesen fogadták, megjelenésekor a Billboard 200-as listáján a 82. helyre került. Ugyan az áttörés elmaradt, de az album az addigi legnagyobb példányszámban elkelt lemezük lett. Egy egyenes vonalú album született, mely Holt elmondása szerint „direktebb lett, mint az elődje, minden felesleges cicomát mellőztünk, így inkább a Bonded By Blood vonalához illeszkedik. Azt is mondhatnám, hogy visszatértünk a gyökereinkhez.” Az albumon található a The Toxic Waltz című dal, mely gyakran felbukkant az MTV Headbangers Ball műsorában. A dal nagymértékben megnövelte az együttes népszerűségét, gyakran játszotta a Los Angeles-i KNAC rádióállomás is. Máig a koncertprogram szerves részét képezi, a rajongók kedvencének számító tétel. A lemezre egy War- és egy AC/DC-feldolgozás is felkerült.
Későbbi cikkében az AllMusic dicsérte az album gondosan kidolgozott zenei anyagát, hozzátéve, hogy az album hiába jelenti az Exodus egyik csúcsalkotását, még így sem részesülnek olyan elismerésben, mint a Metallica, a Slayer vagy az Anthrax. A Metal Reviews kritikája szintén dicsérte az anyagot, hozzátéve, hogy a Rick Hunolt – Gary Holt alkotta páros messzemenően átlag feletti teljesítményt nyújt.
Az album világszerte több mint 400 ezer példányban kelt el, a megjelenést követő turné pedig Európában indult a Nuclear Assault és az Acid Reign társaságában. 1989 tavaszán vette kezdetét az a Headbangers Ball által fémjelzett koncertsorozat, melynek során a Helloween és az Anthrax voltak a partnereik. 1989 tavaszán egy önálló koncertsorozat következett Észak-Amerika városaiban, olyan előzenekarokkal, mint a Sick of It All a Forbidden, a Faith or Fear, a Dead Orchestra vagy a Wehrmacht. A turné 1989. július 14-én a San Francisco városában található The Filmore-ban ért véget, mely koncert rögzítésre is került. A felvételeket két évvel később Good Friendly Violent Fun címmel jelentették meg. 1989-ben Tom Hunting dobos kilépett a zenekarból, döntésének hátterében az állt, hogy szeretett volna több időt tölteni a családjával. A dobos mentális problémákkal küzdött, Holt elmondása szerint depressziója és pánikrohamai egyaránt súlyosbították a helyzetét. Ezzel felbomlott a klasszikus Holt – Hunolt – Souza – McKillop – Hunting-felállás, a dobos helyére pedig John Tempesta került.
A zenekar tagjai ekkoriban már nagymértékben éltek kábítószerekkel, mely révén a zenekar egysége is gyengülni látszott. Holt elmondása szerint speedet és kokszot egyaránt használtak, miszerint „eleinte csak felszippantottuk, de aztán szívni kezdtük, és amiatt egyre több és több kellett. Egy gramm cucc korábban egy egész éjszakára elég volt, így viszont már 10 perc alatt végeztünk vele. Egészen új szintre jutottunk, pontosabban süllyedtünk...” A FedEx futárszolgálat igénybevételével küldték a turnékra maguk után a drogokat, hivatalos pólót is csináltatva a FedEx logóval, azonban FedExodus felirattal.
1989 decembere és 1990 januárja között rögzítették negyedik nagylemezük anyagát, mely 1990 június 21-én jelent meg Impact Is Imminent címmel.
A producer a Holt – Hunolt-páros volt, az albumot pedig egy nagykiadó a Capitol Records jelentette meg. Ennek ellenére kevesebb fogyott belőle, mint elődeiből, a Billboard listáján csak a 137. helyre került. Az album negatív kritikákban részesült, máig egy megosztó albumnak számít. A kritikusok megjelenésekor negatívan nyilatkoztak róla, az Allmusic későbbi cikkében másfél csillaggal jutalmazta az ötből, hozzátéve, hogy jelen album jelenti az Exodus legrosszabb teljesítményét. Egyes kritikák kifogásolták az anyag hangzását, valamint szóvá tették azt is, hogy egyes dalok indokolatlanul hosszúak. Egy későbbi interjúban Gary Holt is úgy beszélt az anyagról, mint az Exodus-albumról, mellyel a legkevésbé elégedett. Egyes vélemények azonban alulértékelt lemezként vélekednek róla, maga Gary Holt is egy későbbi interjúban már pozitívabban nyilatkozott róla:„régebben úgy éreztem, hogy az Impact Is Imminent nem lett az igazi, de időközben az a lemez is beért nálam. Szóval azt is bírom, de túlságosan megelőzte a korát. Egy brutális anyag lett, amit ma sokkal inkább értékelnének, mint 1990-ben”.
A megjelenést követően az 1990-es esztendő második felét turnézással töltötték, 1990. július 21-én az Oakland városában található Kaiser Centerben a Red Hot Chili Peppers előtt léptek fel. 1990 augusztusában egy amerikai turné keretében a Suicidal Tendencies és a sikerei elején járó Pantera társaságában adtak koncerteket. Az európai koncerteken már a Flotsam and Jetsam, a Vio-lence valamint a korábbi turnépartner a Forbidden játszott velük. 1990. december 28-án felléptek a San Franciscóban található The Filmore-ban, majd 1991-ben ismét Európában koncerteztek a Judas Priest előzenekaraként. A koncerteken az Annihilator is fellépett, az Exodus azonban meg nem nevezett okok miatt félbeszakította a turnét. Helyükre a Pantera ugrott be.

### Force of Habit, feloszlás majd újjáalakulás (1992–2004)
1991-ben Rob McKillop távozott, helyére Michael Butler került. Mielőtt stúdióba vonult az új felállás, hogy rögzítse a következő nagylemezt, két kiadvány is napvilágot látott. 1991. november 5-én  egy Good Friendly Violent Fun című koncertlemezt adtak ki, melynek felvétele egy 1989. július 14-én a The Filmore klubban került rögzítésre. A lemez címe az 1989-es Fabulous Disaster albumon hallható The Toxic Waltz egyik sorából származik. 1992-ben egy válogatásalbumot adtak ki, mely az 1985 és 1989 közötti időszak dalaiból lett összeállítva. A Lessons in Violence címet kapott anyagra két koncertfelvétel is felkerült.
1992-ben nekiálltak az új album rögzítésének is, ezennel a Londonban található Battery stúdióban. Az 1992. augusztus 17-én megjelenő albumot ismét a Capitol adta ki, Japánban pedig az EMI. A Force of Habit címre keresztelt album jelentős változásokon átesett zenekart mutatott. A Chris Tsangarides producer közreműködésével készült lemezen, nem az együttes megszokott logója volt látható, de zeneileg is voltak eltérések elődeihez képest.
Az 1990-es évek elejére az Exodus által is képviselt thrash metal már túl volt népszerűsége csúcsán, ezért a legtöbb együttes megpróbálta modernizálni hangzását, mely folyamat a Force of Habit képében jelent meg az Exodus esetében. Kísérletezésektől sem mentes album született ezúttal, melyen változatos tempójú dalok kaptak helyet. 68 percével ez volt az együttes addigi leghosszabb albuma, a dalokban a korábbi thrash metal stílus mellett pedig groove metalos felhangok is megjelentek, igazodva az aktuális zenei áramlatokhoz. Megjelenésekor az anyag nagyrészt negatív kritikákban részesült, megítélése azóta is megosztja a rajongótábort. Később az Allmusic három csillaggal jutalmazta a lehetséges ötből, valamint kifejtette, hogy az együttes jelentősen visszavett a dalok tempójából, a mélyebbre hangolt gitárok által kisebb teret engedve a thrash metalnak. Zetro témái jobban előtérbe kerültek, ezáltal dallomosabb énektémákat bemutatva. Az album az addigi legrosszabban fogyó anyaguk lett, még a Billboard 200-as listájába sem került be. Holt vegyes érzelmekkel viseltetik az anyag iránt, elmondása szerint „tény, hogy egy kiváló album, ha teszem azt gitáros vagy, de a jó cuccok mellett akadnak rajta hibák is. A két feldolgozást (The Rolling Stones és Elvis Costello) például le kellett volna hagyni, és nem kellett volna Zetrót a dallamosabb ének felé terelni.”
A lemez megjelenése után csak szórványosan adtak koncerteket. A kilépett Tempesta helyén olyan dobosok segítették ki őket, mint Gannon Hall vagy a Machine Head soraiból is ismert Chris Kontos.
A megváltozott zenei klíma, valamint a viszonylagos sikertelenségek miatt az együttes 1993-ban feloszlott. Gary Holt ismét Tom Hunting dobossal zenélt együtt, a Wardance névre keresztelt formációban. Az 1994-ben alakult együttes groove/thrasht játszott, de csak egy 4 számos demót sikerült rögzíteni. Itt bukkant fel a basszusgitáros Jack Gibson, aki később az Exodus tagja is lett.

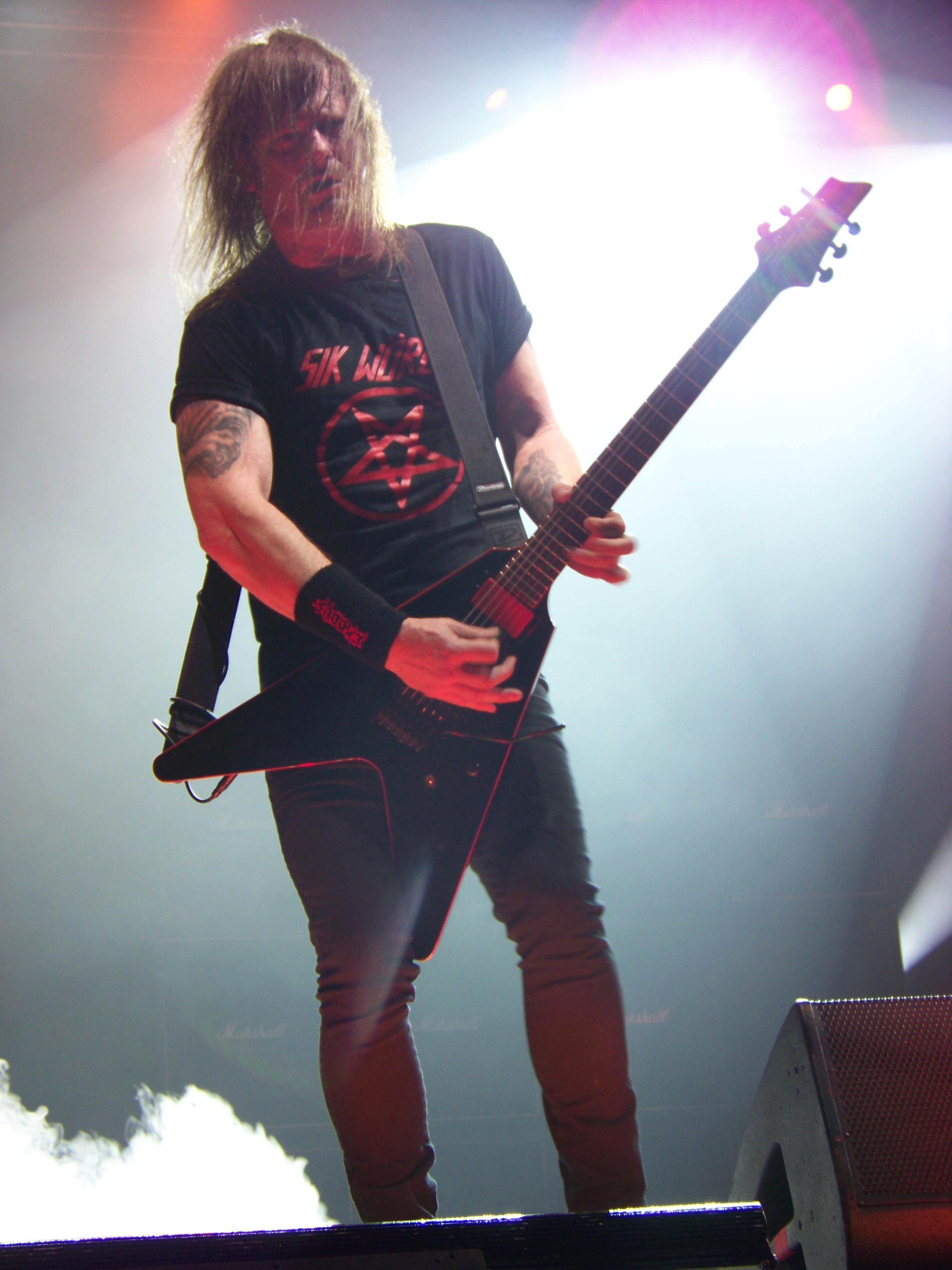
Gary Holt az együttes fő dalszerzője.

1997-ben Paul Baloff énekessel alakult újjá az Exodus. Észak-Amerikában és Európában is adtak koncerteket. Emlékezetes koncertet adtak az 1997-es Dynamo fesztiválon. Holt elmondása alapján „88 ezer ember előtt játszottunk, és az volt az első bulink Európában 1989 óta. A tömeg szuperéhes volt ránk, és ennek is köszönhetően az eddigi legjobb bulikat adtuk ott.
A Gary Holt – Rick Hunolt – Tom Hunting – Paul Baloff – Jack Gibson-felállású együttes 1997. március 8-án a San Francisco városában található The Trocadero klubban lépett fel. A koncertet rögzítették, és 1997. július 8-án Another Lesson in Violence címmel meg is jelentették. Mivel újra Paul Baloff lett az énekes, a koncertek alkalmával elsősorban a vele készült Bonded by Blood anyag alkotta a repertoár nagy részét. Az albumot mind a kritikusok, mind a rajongók lelkesen fogadták, több kritika kiemelte az album nyers hangzását, valamint a belőle áradó intenzív, a koncertek hangulatát hűen visszaadó hangulatot.
A Sputnikmusic egyenesen a "legjobb metalkoncertalbumnak" nevezte, és "bátran ajánlja mindenkinek, aki távolról érdeklődik a thrash metal iránt". Az albumot a Century Media jelentette meg, azonban nem reklámozták megfelelően a kiadványt. A koncertet filmen is rögzítették, azonban ez a megbeszéltekkel ellentétben nem jelent meg, ezért a zenekar felbontotta velük a szerződést.
Tovább nehezítette a helyzetüket, hogy a tagok még mindig drogfüggők voltak, ezért 1998-ban ismét feloszlott az együttes.
A zenekar 2002-ben kezdett el újra koncertezni, amikor felkérést kaptak a Thrash of the Titans nevű turnéra, melyet a Testament-énekes, a rákban szenvedő Chuck Billy megsegítésére szerveztek.
San Francisco és környékén adtak koncerteket, valamint tervbe vették egy új album rögzítését is. Már a demófelvételeket készítették, amikor Baloff hirtelen agyvérzést kapott, majd 2002. február 2-án elhunyt. Baloff édesanyja is agyvérzésben halt meg, az énekes egy oaklandi kórházban hunyt el.
Az együttes ismét Steve "Zetro" Souza személyében találta meg utódját, majd lejátszották a félbemaradt koncerteket. A kívülállók számára úgy tűnt, hogy ismét feloszlik a zenekar, Gary Holt azonban a folytatás mellett döntött.
A koncerteket Paul Baloff emlékének ajánlva játszották végig, ekkor léptek fel először a német Wacken Open Air fesztiválon.

### Tempo of the Damned, Shovel Headed Kill Machine (2004–2007)
A következő album felvételei Andy Sneap producerkedése mellett zajlottak. A zenekar nem tudta fizetni a neves szakember gázsiját, de szerencséjükre a stúdiózás során, régi barátaikkal is együtt dolgoztak, valamint az Exodus-rajongó Sneap is engedett az árból, így kevesebb pénzből is elkészülhetett az anyag.
Az album nagy részét Gary Holt írta. Elmondása szerint a 2002-es koncertek után hagyott fel teljes mértékben a drogozással, ebből következett, hogy szabadidejét és kreativitását teljes mértékben a dalszerzésre fordította. Az album 2004. február 2-án Paul Baloff halálának évfordulóján jelent meg, Tempo of the Damned címmel. A korongot a Nuclear Blast jelentette meg, melyre nagyrészt új szerzemények kerültek fel. Érdekesség, hogy az albumra felkerült egy régi, még Hammett-tel közösen írt dal, az Impaler is, ami már az Another Lesson in Violencen is hallható volt. A dal egyik fő riffje teljesen megegyezik a Metallica Trapped Under Ice című számának verzeriffjével. Valószínűsíthető, hogy Hammett – aki társszerzője mindkét dalnak – úgy gondolta, hogy az Impaler már soha nem fog hanghordozóra kerülni, és ezért hasznosította újra a riffet. Az A Scar Spangled Banner című dal szövegét többen kritizálták, azzal vádolva meg a zenekart, hogy Amerika-ellenes nézeteket vall. Holt kifejtette, hogy a dalban nem hazáját, hanem az amerikai kormányt kritizálja.
Az album remek kritikákban részesült, több neves szaklap az adott hónap legjobb lemezeként értékelte. Többen is úgy nyilatkoztak az albumról, mint az egyik legjobban sikerült visszatérő lemezről. Az AllMusic írója Eduardo Rivadavia három csillagot adott rá a lehetséges ötből és kifejtette, hogy az albumon megtalálható a zenekar minden védjegye a társadalomkritikus, szarkasztikus szövegektől kezdve az energikus thrash metal zenén át, a páratlanul pontos és technikás hangszerkezelésig. Az albumból az Egyesült Államokban 2600 darabot adtak el a megjelenés hetében, ez a szám szeptemberre 14300 darabra módosult.
Az album megjelenése után ismét koncertezni kezdtek. Európa-szerte főzenekarként léptek fel, Észak-Amerikában pedig a Sum 41 társaságában adtak koncerteket. San Franciscóban adott koncertjüket rögzítették, majd 2005-ben Live at the DNA címmel ki is adták. Mire a körút elérte Dél-Amerikát megválni kényszerültek Steve "Zetro" Souza énekestől. 36 órával egy telt házas mexikóvárosbeli koncert előtt úgy döntött az énekes, hogy nem lép fel. A szorult helyzetbe került együttest, Matt Harvey az Exhumed énekese segítette ki. A többi koncerten Steev Esquivel lépett fel velük, ekkor már a Megadeth társaságában játszottak. Holt ezt követően több interjúban is negatívan nyilatkozott a volt énekesről, több interjúban is kifejtette, hogy Zetro döntésének hátterében az állt, hogy több pénzt követelt az énekes. Helyére Rob Dukes került, aki eredetileg Holt gitártechnikusa lett volna, de miután kiderült, hogy énekelt pár New York-i punkbandában, kipróbálták a mikrofon mögött.
Ezt követően Hunting és Holt is távozott. Hunting döntésének a hátterében, ismét a depresszió, valamint pánikrohamai álltak, csakúgy, mint 1989-ben, amikor első ízben távozott a zenekarból. Hunolt Gary Holttal szemben továbbra is élt a drogokkal, ráadásul két kisgyerekét is ő nevelte, ezért kénytelen volt elhagyni az együttest. Ezzel felbomlott a klasszikus „H-Team”, amely nagymértékben meghatározta az együttes hangzásvilágát. A dobok mögé az a veterán Paul Bostaph került, aki többek között a Forbidden, a Slayer, valamint a Testament soraiban is megfordult. Rick Hunolt kilépése okán sok rajongó félteni kezdte a zenekar jövőjét, de Lee Altus személyében egy tapasztalt gitáros került Hunolt helyére. Altus a kultikus Heathen zenekarban játszott korábban, de megfordult a Die Krupps soraiban is.
Az albumot Kaliforniában rögzítették, a producer pedig Gary Holt és Andy Sneap voltak. A Nuclear Blast által 2005. október 4-én kiadott album a Shovel Headed Kill Machine címet kapta. Mivel az Exodusban a dalokat Holt írja egyedül, a zenei irányvonal nem változott nagymértékben, ismét egy agresszív, brutális album született, mely folytatta az elődje által megkezdett utat.
Az album kevésbé kapott lelkes kritikákat, mint közvetlen elődje, a kritikusok többsége azonban pozitívan nyilatkozott a lemezről. Az AllMusic három és fél csillaggal jutalmazta a lehetséges ötből, hozzátéve, hogy egy egyenesvonalú, őszinte album született. A cikk szerzője külön dicsérettel illette az album borítóját is.
A telt hangzású album egyes kritikusok szerint az 1987-es albumukra hajaz a leginkább, több kritikában is dicsérték a két gitáros játékát. A negatív hangvételű recenziók leginkább azt kifogásolták az anyag kapcsán, hogy a dalok túlságosan rutinszerűek, ezáltal kevésbé izgalmas az 52 perces album, melyen csak 2-3 dal képes igazán maradandó élményt nyújtani.
Az album megjelenése után ismét turnéra indultak. Az Amerikai Egyesült Államokban, Európában és Japánban adott koncertek mellett első ízben léptek fel Ausztrália területén, valamint Magyarországon is. 2005. november 29-én léptek fel az A38 Hajón a Hypocrisy, és a Keep Of Kalessin társaságában. Egy ideig tervbe volt véve a 2006-os mezőtúri Wan2 fesztiválon való fellépésük, de ez technikai okok miatt elmaradt, a koncertet november 28-án pótolták be a Budapesten található Wigwam klubban.

### Az Exhibit albumok (2007–2011)
2007. március 13-án Gary Holt bejelentette, hogy ismét Tom Hunting az Exodus dobosa. Paul Bostaph ezután a Testament tagja lett. Hunting sikeresen kerekedett felül szorongásos problémáin, a külvilágtól elzárva a környező hegyekben lelt nyugalomra, ahol Gary Holt is gyakran meglátogatta.
A következő album munkálataira Oakland városában került sor, a producer ismét Andy Sneap volt. Szemben az előző albummal, ezáltal Altus és Dukes is sokat hozzátett a Holt által írt dalokhoz, így rövid időn belül 13 dalt írt meg a zenekar. A zenekar eredetileg egy kétrészes lemezben gondolkodott, azonban ez nem valósult meg (a folytatásnak szánt album csak 2010-ben jelent meg, Exhibit B: The Human Condition címmel). A 13 dalból kilencet használtak fel, a maradék négyet pedig félretették a következő albumra.
Nyolcadik albumuk The Atrocity Exhibition… Exhibit A címmel a Nuclear Blast kiadásában 2007. október 26-án jelent meg.
A lemez címét kölcsönözték, eredetileg a Los Angeles-i thrashpályatárs,  Dark Angel soha el nem készült 1992-es albumának lett volna ez a címe.
Ez lett a leghosszabb nagylemezük, melyen zeneileg jelentős változások voltak hallhatóak. Egy változatosabb és komplexebb album született, nagyrészt epikus dalokkal.
A közönség vegyesen fogadta az albumot, a metalsajtó azonban nagyrészt pozitívan cikkezett róla. A Metal Storm webzine az év thrash metal albumának kiáltotta ki, a német RockHard magazinban pedig a hónap albuma lett.
Eduardo Rivadavia az AllMusic kritikusa három és fél csillaggal jutalmazta a lehetséges ötből, és kifejtette, hogy az együttes egyik legizgalmasabb és legmélyebb albuma készült el.
A negatív kritikák kifogásolták az album és az egyes dalok hosszát, megjegyezve, hogy a dalok nem tartalmaznak annyi ötletességet, hogy 8-10 percesek legyenek.

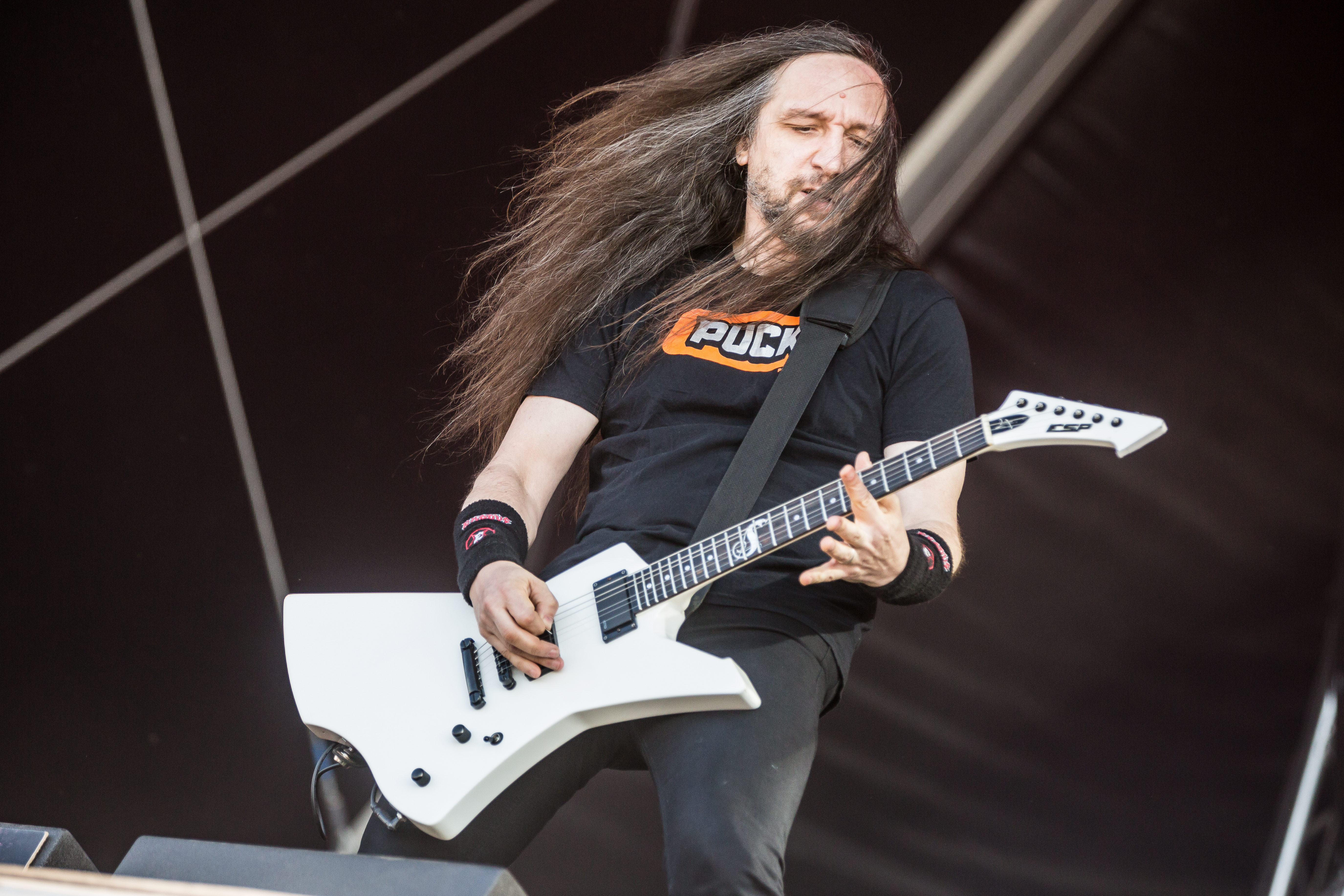
Lee Altus egy 2018-as koncerten.

Az albumból az Amerikai Egyesült Államokban 3600 darabot értékesítettek a megjelenés hetében, 2008 novemberére pedig már több mint 22000 darab talált gazdára.
A megjelenést ismét koncertek követték, 2008. augusztus 2-án felléptek a német Wacken Open Air fesztiválon. A fellépést rögzítették, majd 2010-ben DVD-formátumban meg is jelentették Shovel Headed Tour Machine: Live at Wacken & Other Assorted Atrocities címmel.
2008-ban ismét stúdióba vonultak, hogy rögzítsék az 1985-ben kiadott debütáló Bonded by Blood című albumukat, egy újbóli kiadás céljából. Döntésük hátterében az állt, hogy 2008-ban már nem volt beszerezhető a debütáló album, így egy szimpla újrakiadás helyett újra feljátszották annak anyagát, hogy a korszaknak megfelelő hangzással lehessen újra megvásárolni. Az album 2008. október 28-án jelent meg Let There Be Blood címmel, valamint egy addig kiadatlan Hell's Breath című dallal. Az együttes tagjai leszögezték, hogy a Let There Be Blood nem a Bonded By Blood felülmúlása vagy helyettesítése céljából született. Ezt a borítón is lehet olvasni, miután úgy döntöttek hogy feltüntetik rajta. Az albumot Paul Baloff emlékének ajánlották.
A lemez fogadtatása vegyes volt, a rajongók egy része felesleges vállalkozásnak tartotta, míg mások üdvözölték a modernebb hangzással megszólaló klasszikus dalokat. A német RockHard magazin dicsérte az albumot és Dukes énekét, a Metal Hammer magazin azonban kétségbe vonta az anyag szükségességét, hozzátéve, hogy a zenei tartalommal nincs probléma.
2009 áprilisában Észak-Amerikában koncerteztek a Kreator, a Belphegor , a Warbringer és az Epicurean zenekarokkal. A további koncerteken az Arch Enemy mellett az Arsis és a Mutiny Inside zenekarokkal is felléptek, majd újabb koncertek következtek a Megadeth és a Testament társaságában.
Ez idő tájt az együttes tagjai hangjukat kölcsönözték a Metalocalypse című felnőtteknek szóló amerikai rajzfilmsorozathoz, mely egy kitalált Dethklok nevű death metal együttesről szól.
2009 decemberében stúdióba vonultak az Észak-Kaliforniában található Camp Crunch és a Sharkbite stúdiókba, hogy Andy Sneap segítségével rögzítsék következő nagylemezüket. Ismét Gary Holt írta a dalok nagy részét, az album pedig az Exhibit B: The Human Condition címet kapta.
2010. május 7-én a Nuclear Blast adta ki az anyagot, mely sem szövegi, sem zenei értelemben nem tartalmaz direkt utalásokat az elődjére.
Míg elődje inkább a szervezett vallásokkal foglalkozott, addig a 2010-es album dalai az emberi lélek rejtelmeiről, a tudatlanságról, az arroganciáról, a korrupcióról és az alakoskodásról szólnak.
Az album nagyrészt pozitív kritikákban részesült, az AllMusic kritikusa Greg Prato három és fél csillaggal jutalmazta a lehetséges ötből, és kifejtette, hogy „mindig számíthatsz arra, hogy az Exodus minden egyes megjelenésnél színvonalas, régimódi thrash metalt szállít le.” Hozzátette, hogy „az intenzitás nem jellemzi az anyagot elejétől a végéig, néhány dal (Democide, A Perpetual State of Indifference, stb.) a dallamosabb részei okán egy-egy pillanat erejéig lélegzethez juttatják a hallgatót, de csak idő kérdése, hogy mikor lép ismét a gázpedálra a zenekar. Az Exodus mindig is gyors és dühös volt, így minden bizonnyal a rajongók nem fognak csalódni az Exhibit B: The Human Condition dalaiban”.
Egyes kritikusok szerint a 2010-es album is ugyanazzal a problémával néz szembe, mint közvetlen elődje, vagyis a dalok túl hosszúak és indokolatlanul elnyújtottak, valamint zeneileg is egy újdonságoktól mentes, kiszámítható albumként jellemezték az anyagot.
Az Amerikai Egyesült Államokban a Billboard 200-as listáján a 114. helyre került az album, megjelenésének hetében 4600 darabot értékesítve belőle.
2010-ben vette kezdetét a Thrashfest turné, melyen a Kreator, a Suicidal Angels és a Death Angel voltak a partnereik. 2011-ben ismét felléptek a Wacken Open Air fesztiválon, majd részt vettek a Hell on Earth turnén, ahol a Slayer és Rob Zombie előtt léptek fel.
2011. február 12-én jelentették be a hírt, hogy egy pókcsípés miatt betegeskedő Jeff Hannemant Gary Holt fogja pótolni a Slayer soraiban.

### Blood In, Blood Out (2012–napjainkig)
2012 nyarán Gary Holt a Slayer tagjaként turnézott, azonban az Exodus nem akarta lemondani a lekötött koncerteket, így Holt helyére régi társa Rick Hunolt állt be. Holt nehezen tudta egyeztetni a Slayer és az Exodus dolgait, így egyes koncerteken Pat O’Brien a Cannibal Corpse soraiból ismert gitáros is kisegítette a Slayert.
2012. február 4-én az Oaklandben található Metro Operahouse-ban rendeztek egy emlékkoncertet Paul Baloff halálának 10. évfordulója alkalmából, ahol olyan korábbi Exodus-tagok is színpadra léptek, mint Rick Hunolt, Jeff Andrews, Geoff Andrews, Rob Dukes és Kirk Hammett.
2012-ben az Exodus fellépett a Hellfest és a Graspop fesztiválokon, majd Hanneman halála után Gary Holt véglegesen a Slayer tagja lett. Gyakran előfordult, hogy a két zenekar egyszerre játszott, Holt ilyenkor kétszer lépett színpadra egy este folyamán. 2013 októberétől Holt egy hat hónapos szünetet tartott, ez idő alatt írta meg az új Exodus-album anyagát. Az anyag felvételei 2014 februárjában kezdődtek volna, a tényleges munka azonban márciusban vette kezdetét. A munka Tom Hunting stúdiójában a Goats 'R Us Ranch & Studios nevű helyiségben zajlott Észak-Kaliforniában. Az album tizenegy dalából kilencet Holt egymaga írt, a maradék kettőt pedig Lee Altus szerezte. Még folytak a lemez munkálatai, amikor 2014 júniusában bejelentették Rob Dukes távozását. A zenekar szűkszavú közleményében azzal indokolta döntését, hogy Dukes és a zenekar álláspontja nem egyezik a jövőt illetően. Az Exodus énekese ismét Steve "Zetro" Souza lett, aki távolléte alatt egy Hatriot nevű zenekarban énekelt, melynek tagja volt két fia is.
Dukes nyilatkozatai szerint zenei nézeteltérések okozták a szakítást, nyilatkozataiban rendre kritizálta az együttes vele készült lemezeit. Véleménye szerint Zetro visszatérése nem volt több, mint pusztán az anyagiak érdekében született döntés. Dukes ezt követően a 2011-ben alakult saját Generation Kill névre keresztelt zenekarával folytatta tovább.
Zetro társaságában az első koncertre a németországi Bang Your Head! fesztiválon került sor.
Az Exodus új albuma 2014 júliusában készült el, producerként maga az együttes lett feltüntetve, igaz a keverésben már Andy Sneap is segítette őket.
Az album 2014. október 14-én jelent meg a Nuclear Blast által Blood In, Blood Out címmel.
Zeneileg egy spontánabb, rövidebb dalokkal teli album született, mely az együttes korai lemezeinek irányvonalát ültette át, egy modernebb, a kornak megfelelő zenei környezetbe. A korong nagyrészt pozitív kritikákban részesült.
Colin Brinker a Metal.de online magazin kritikusa maximális pontszámmal jutalmazta az albumot, kifejtette, hogy az anyagon a klasszikus Exodus hallható, de a kornak megfelelő, modern hangzással. A RockHard ismét dicsérte az együttest, hozzátéve, hogy a zenekarnak a legfontosabb extrémmetal-zenekarok között van a helye. A rajongók is pozitívan fogadták az anyagot, mely rövidebb, kompaktabb dalaival az 1980-as években született lemezek hangzásvilágához állt közelebb, szemben elődei epikusabb, progresszívabb törekvéseivel.
Kereskedelmi szempontból kimondottan sikeres volt az anyag, az 1989-es Fabulous Disaster óta ez volt az első olyan lemezük, amely bekerült a Billboard 200-as listáján az első 100 helyezett közé. A 38. helyet érte el, ami a zenekar addigi legjobb listaeredménye volt. A megjelenés hetében 8 800 példányt értékesítettek az albumból az Amerikai Egyesült Államokban, majd ismét koncertezni kezdtek.
A turné 2014 októberében indult, a Slayer és a Suicidal Tendencies társaságában. Ezt követően a Shattered Sun nevű amerikai metalcore-együttessel, valamint régi turnépartnerükkel a Testamenttel adtak koncerteket. Májusban és júniusban Európában koncerteztek, beleértve két egymást követő éjszakát a londoni Underworldben. Felléptek Ausztrália területén a neves Soundwave fesztiválon, valamint Japánban is adtak három koncertet.
2015 októbere és decembere között Észak-Amerikában a King Diamond társaságában adtak koncerteket.
Holt ekkoriban már annyira elfoglalt volt a Slayer miatt, hogy Kragen Lum gitáros helyettesítette őt az Exodus koncertjein.
2016-ban az Obituary és a Prong társaságában adtak koncertet, többek között Budapesten is.
Rob Dukes az együttes korábbi énekese ekkorra már félretette sérelmeit, így 2017 nyarán Rick Hunolt és Paul Bostaph társaságában ő is felbukkant az Exodus két koncertjén mint különleges vendég. Dukes ekkoriban már azt nyilatkozta, hogy rendbe hozta kapcsolatát volt zenésztársaival.
2017. végén a Cannonball jóvoltából egy dupla lemezes koncertanyag jelent meg Bonded By Thrash címmel. A kiadvány egy, a KBFH nevű rádió által rögzített, 1990-es koncertet rejt, melyre bónuszként két koncertfelvétel is felkerült 1985-ből.
2018. július 4-én ismét Budapesten léptek fel a Dürer Kertben. A koncert érdekessége volt, hogy ez volt az első magyarországi koncertjük, ahol főzenekarként léptek fel Zetro énekessel. Az előzenekar a Savage Messiah volt.
2018 novemberében és decemberében részt vettek a Headbanger's Ball European Tour koncertsorozaton, ahol a Death Angel, a Suicidal Angels és a Sodom voltak a partnereik.

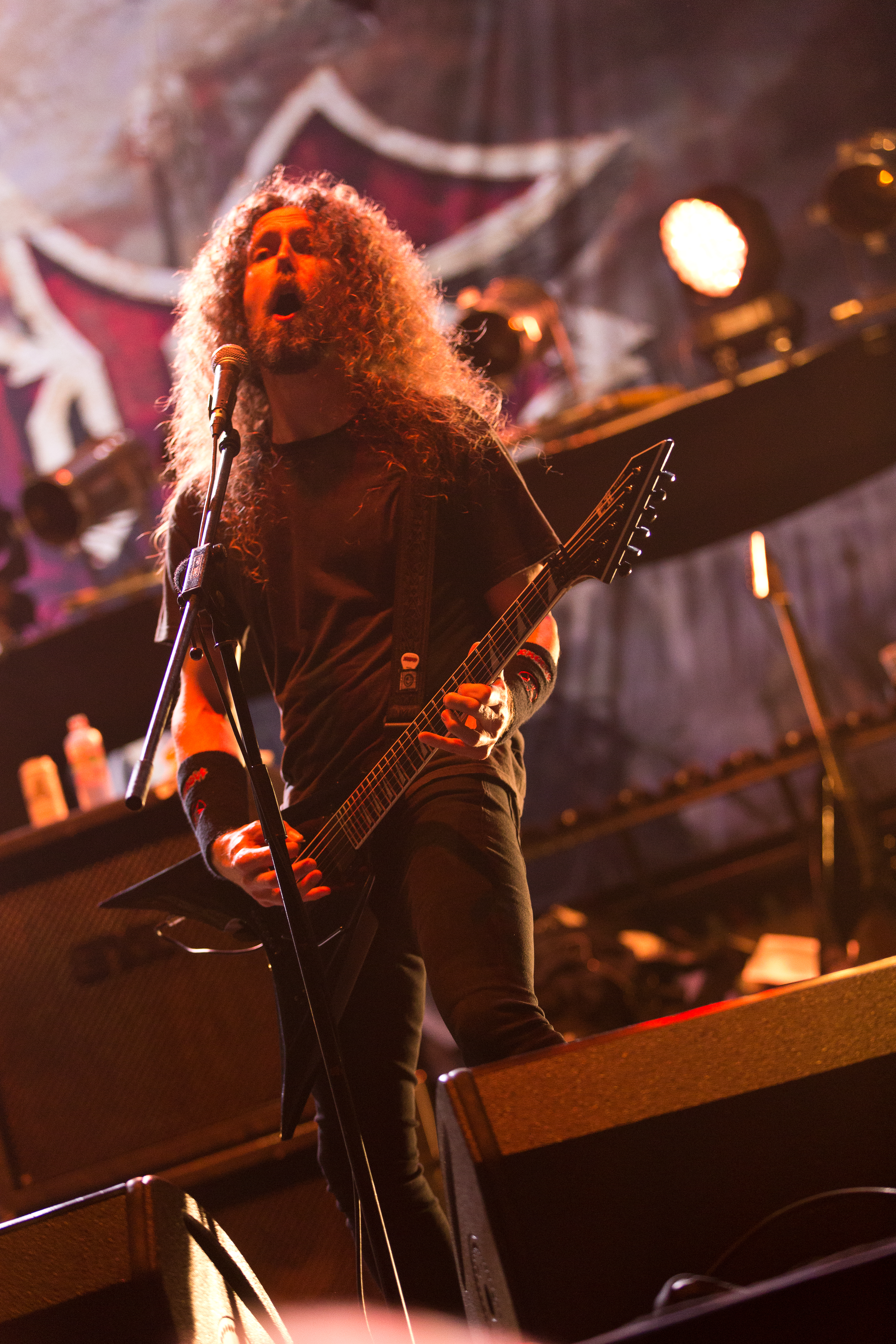
Kragen Lum gitáros 2016-ban.

Ugyan az együttes a nyilatkozataik alapján dolgozik a következő nagylemezen, Gary Holt Slayer-beli kötelezettségei miatt az anyag megjelenési időpontja számos alkalommal módosításra került. A zenekar nyilatkozata szerint 2019 végére, vagy 2020 elejére várható az új album.
2019-ben került bejelentésre a hír, miszerint a Slayer búcsúturnéja december 31-én fogja érinteni az együttes szülővárosát Los Angelest ahol a patinás The L.A. Forumban fogják adni búcsúkoncertjüket, olyan zenekarok vendégeskedésével, mint az Anthrax, a Testament, a Sacred Reich, az Iron Reagan és az Exodus.

### Zenei stílus, hatásuk
Az együttes zenéje amerikai vonalas, Bay Area-beli thrash metal, azaz gyakori téma- és tempóváltásokra építkező zene, amelyben nagyobb szerepet kap a technikás játék, mint például az európai thrashzenekarok esetében. A hangszeres tudás mellett nagy hangsúlyt kap a gyorsaság és az agresszív él kidomborítása is, mely az Exodus esetében különösen fontos cél volt már a debütáló album idejében is. Az 1985-ös debütálás a Bonded by Blood a műfaj definitív alkotása, a zenekar és a thrash metal egyik legtöbbször emlegetett klasszikusa. Az együttes hangzásában nagy szerepet játszott a "H-Team", vagyis Rick Hunolt és Gary Holt alkotta gitárpáros, mely riffjeik és kidolgozott, technikás szólóik révén az együttes védjegyét jelentették. Hunolt Joe Satriani tanítványaként az akkori színtér egyik legképzettebb gitárosa volt, hatására Holt is nagyfokú fejlődésen ment keresztül. A hangzás másik jellegzetes eleme Paul Baloff énekes volt, aki inkább volt egy lelkes metalrajongó, mintsem profi énekes, de hangja, és karizmatikus színpadi előadása Gary Holt elmondása szerint jól passzolt a zenekarba. Utódja Steve "Zetro" Souza szintén egyedi ízt adott a zenének, Bon Scottéhoz hasonló hangja, könnyen beazonosíthatóvá teszi az együttest.
Zeneileg mindig megmaradtak a thrash metal keretein belül, azonban a lemezeik között kisebb változtatások rendre felbukkantak. A második Pleasures of the Flesh komplexebb formában mutatta be a műfajt, míg az 1989-es Fabulous Disaster a debüt egyenesebb iránya felé mutatott.
Az 1990-es Impact Is Imminent sikertelensége, valamint a thrash metal egyre csökkenő népszerűsége kísérletezésre kényszerítette az együttest, így az 1992-es Force of Habit egy változatos tempójú album lett, mely lassabb dalokat ugyanúgy tartalmazott, mint groove metalos elemeket.
A 2004-ben megjelent, visszatérő album a Tempo of the Damned a klasszikus thrash metal egy 21. századi verzióját kínálta, mely osztatlan sikert aratott a rajongók és a szakma körében is. A 2005-ös Shovel Headed Kill Machine folytatta elődje irányvonalát, azonban hűvösebb fogadtatásra lelt, majd a 2007-es The Atrocity Exhibition… Exhibit A album egy komplexebb anyag lett. Epikus hosszúságú dalok, és változatos tempók jellemezték az anyagot, amely megosztotta a rajongótábort, csakúgy, mint az utódja, a 2010-ben publikált Exhibit B: The Human Condition. Ez kevésbé volt progresszív, mint a közvetlen elődje, a 2014-ben kiadott Blood In, Blood Out pedig már ismét az 1980-as évek szellemében fogant klasszikus thrash metalt rejtett, amely kereskedelmileg is sikeresnek bizonyult, még ha nem is fogadta olyan egyöntetű lelkesedés, mint a hasonló stílusban fogant Tempo of the Damned albumot.
Az együttest a thrash metal úttörő zenekarai között tartják számon, mely jelentős sikereket könyvelhetett el, habár az olyan pályatársaik sikereit, mint a Metallica, a Megadeth, az Anthrax vagy a Slayer soha nem érték el. Gyakran hivatkoznak úgy az együttesre, mint az első Bay Area-beli thrash metal zenekarra, amely az ekkor még Los Angelesben székelő Metallica előtt is ezt a stílust játszotta. Gary Holt az ilyen jellegű vitákban nem szeret állást foglalni, elmondása szerint nincs is jelentősége az ilyen és ehhez hasonló kérdéseknek. 
A Loudwire.com az ötödik helyre rangsorolta az együttest a "minden idők 10 legjobb thrash metal együttes" listáján, valamint az együttest a Bay Area-thrashszíntér "eredeti királyainak" nevezte. Kifejtette, hogy az együttes ugyan nem készített mindig egyenletes színvonalú albumokat, és csak korlátolt hírnévre tettek szert, de a kompromisszummentes thrash metal zászlaját rajtuk kívül talán még csak a Slayer emelhetné a magasba.
A nagy "thrashnégyes"-ként (Big Four) emlegetett Metallica, Anthrax, Slayer, Megadeth mellett egyes vélemények szerint az Exodusnak is közöttük lenne a helye, így célszerűbb lenne a "Big Five" jelzőt emlegetni ötükkel kapcsolatban. A VH1 is nyilatkozott erről, de Scott Ian az Anthrax gitárosa is kifejtette, hogy az Exodusnak tényleg a fenti zenekarok között lenne a helye, mert kezdetben éppen olyan befolyással voltak a színtérre, mint a nagy négyes. Dave Mustaine egy 1990-es interjúban ugyanezt az álláspontot erősítette meg, hozzátéve, hogy nagyra tartja Gary Holt és Rick Hunolt gitárjátékát.
Steve "Zetro" Souza énekes elmondása szerint őt nem zavarja, hogy az Exodust nem emlegetik egy lapon a fenti négyessel, és olyan a műfajra szintén jelentős hatást gyakorolt együttesekéhez hasonlította az Exodus helyzetét, mint a Testament, az Overkill, vagy Németországból a Kreator, a Sodom és a Destruction.

## Tagok

### Jelenlegi tagok
- Tom Hunting – dob (1980–1989, 1997–1998, 2001–2005, 2007–)
- Gary Holt – gitár (1981–1993, 1997–1998, 2001–)
- Rob Dukes – ének (2005–2014, 2025–)
- Jack Gibson – basszusgitár (1997–1998, 2001–)
- Lee Altus – gitár (2005–)

### Korábbi tagok
- Carlton Melson – basszusgitár (1980)
- Tim Agnello – gitár (1980–1981)
- Keith Stewart – ének (1980–1982)
- Geoff Andrews – basszusgitár (1980–1983)
- Kirk Hammett – gitár (1980–1983)
- Paul Baloff – ének (1982–1986, 1997–1998, 2001–2002)
- Mike Maung – gitár (1983)
- Evan McCaskey – gitár (1983; 1989-ben elhunyt)
- Rob McKillop – basszusgitár (1983–1991)
- Rick Hunolt – gitár (1983–1993, 1997–1998, 2001–2005, 2012)
- John Tempesta – dob (1989–1993)
- Michael Butler – basszusgitár (1991–1993)
- Paul Bostaph – dob (2005–2007)
- Steve Souza – ének ((1986–1993, 2002–2004, 2014–2025)

### Koncerttagok
- Perry Strickland – dob (1989)
- Gannon Hall – dob (1993)
- Chris Kontos – dob (1993)
- Steev Esquivel – ének (2004)
- Matt Harvey – ének (2004)
- Nicholas Barker – dob (2009)
- Rick Hunolt – gitár (2012–2013)
- Kragen Lum – gitár (2013)

## Diszkográfia

### Nagylemezek
- Bonded by Blood (1985)
- Pleasures of the Flesh (1987)
- Fabulous Disaster (1989)
- Impact Is Imminent (1990)
- Force of Habit (1992)
- Tempo of the Damned (2004)
- Shovel Headed Kill Machine (2005)
- The Atrocity Exhibition… Exhibit A (2007)
- Exhibit B: The Human Condition (2010)
- Blood In, Blood Out (2014)
- Persona Non Grata (2021)

### Koncertlemezek
- Good Friendly Violent Fun (1991)
- Another Lesson in Violence (1997)
- Live at the DNA 2004 (official bootleg) (2005)
- Bonded By Thrash (2017)

### Válogatásalbumok
- Lessons in Violence (1992)
- Let There Be Blood (2008)

### Videóalbumok
- Live at the DNA (official bootleg) (2005)
- Double Live Dynamo! (2007)
- Shovel Headed Tour Machine: Live at Wacken & Other Assorted Atrocities (2010)

### Demók
- 1982 Demo (1982)
- Die by His Hand (1983)
- 1983 rehearsal semi-official demo (1983)
- A Lesson in Violence (1984)
- Turk Street (1984)
- Pleasures of the Flesh (1986)

### Kislemezek
- Objection Overruled (1990)
- The Lunatic Parade (1990)
- Thorn in My Side (1992)
- War Is My Shepherd (2004)
- Funeral Hymn (2007)
- Riot Act (2008)
- Downfall (2010)
- Hammer and Life (2011)

## Külső hivatkozások
- Hivatalos honlap